# Budeč (hradiště)
Památné místo Budeč, zbytky hradiště, tradicí spojovaného s památkou na knížete Václava, se nachází 17 km severozápadně od centra dnešní Prahy u obce Zákolany a její části Kováry v okrese Kladno. Jedenáct století starý kostel sv. Petra a Pavla na Budči je v jádru nejstarší stojící budovou v Česku. V roce 1967 byly hradiště i rotunda zapsány jako kulturní památky, od 30. března 1962 bylo slovanské hradiště Budeč vymezeno nařízením vlády jako národní kulturní památka.

## Poloha
Hradiště se rozkládá na katastru Kovár v nadmořské výšce kolem 260 až 280 metrů na ostrožně, ukončující několik kilometrů dlouhé návrší, které se táhne od Brandýska k Zákolanům. Pouze na šíji návrší na jihozápadní straně postrádá hradiště přirozenou ochranu; ostatními směry, zvláště pak k jihovýchodu terén prudce klesá do údolí. Převýšení mezi vrcholovou částí hradiště, obtékaného z jižní a východní strany Zákolanským a ze severu Týneckým potokem, dosahuje kolem 60 metrů.

## Historie

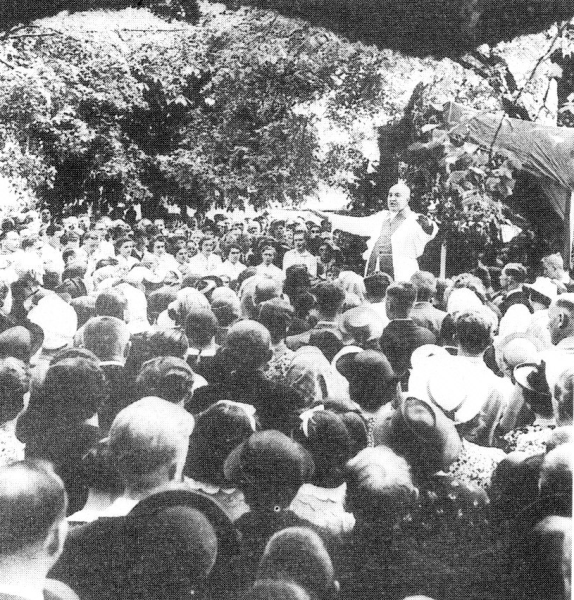
Národní pouť na Budči v létě roku 1939, která přerostla v manifestaci proti německé okupaci českých zemí

Z písemných pramenů vyplývá, že v 10. století už patřila Budeč k hlavním opěrným bodům Přemyslovců. Někdy mezi roky 895 a 905 zde kníže Spytihněv I. založil rotundu svatého Petra (rozšíření patrocinia o sv. Pavla je doloženo teprve v 16. století). Svatováclavské legendy se zmiňují o tom, že na Budči v mládí pobýval a učil se tu žaltář pozdější kníže Václav. Například legenda Crescente fide uvádí: Jeho otec blahoslavený kníže Vratislav poslal jej do hradu jménem Budeč, aby ho tam cvičil v Žaltáři jistý kněz zvaný Učen. Tato tradice byla fantasticky rozvinuta zvláště o několik století později kronikářem Václavem Hájkem. V Hájkově kronice a dalších pozdějších pramenech je Budči patrně přisuzována větší úloha, než měla a je v nich spojena s postavami bájných českých postav (např. Krok a jeho dcery).
Absence písemných zmínek o Budči ve 12. století, kdy se nepřipomíná ani ve výčtu důležitých hradů ani nejsou jménem zmiňováni žádní hradní správci, výmluvně naznačuje, že zdejší hradiště už v tehdejší státní správě nehrálo roli. Osídlení pokračovalo ještě několik století, ale návrší se postupně vylidňovalo, až zbyly jen kostely se hřbitovem a zbytky valů.
Pověst Budče, jako údajného centra vzdělanosti, inspirovala ve 40. letech 19. století pedagoga Karla Slavoje Amerlinga k založení české průmyslové školy, nazvané Budeč, na pražském Novém Městě, v místech dnešního nároží pražských ulic Žitná a V tůních. Tento ambiciózní projekt však zakrátko ztroskotal pro nedostatek financí, budovy byly využity pro vysokoškolské koleje a menzu. Amerlingova propagace Budče se odrazila také v názvech řady dobových učitelských spolků, pojmenovaných „Budeč“.
Od roku 1962 je areál budečského hradiště prohlášen národní kulturní památkou.
V roce 2011 došlo k vyhlášení přírodního parku Okolí Okoře a Budče, rozšířením původního přírodního parku Okolí Okoře na celé území údolí Zákolanského potoka, které je cenné zachovaným krajinným rázem. V oblasti byly vyznačeny Klubem českých turistů také nové turistické trasy.

## Archeologie

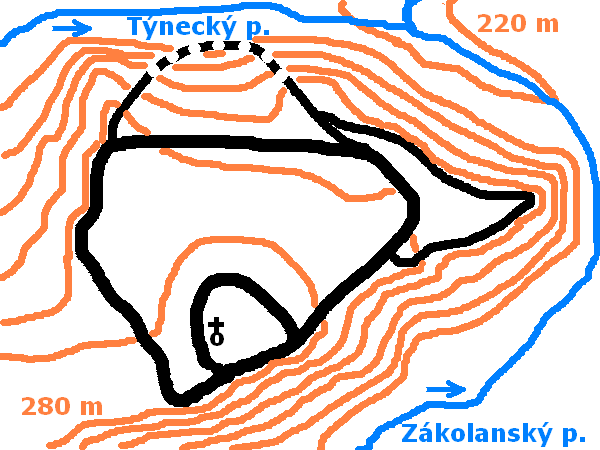
Náčrt terénní situace a průběhu opevnění

Prvním archeologem, který Budeč zkoumal, byl už ve 40. letech 19. století Václav Krolmus. Dlouhodobý systematický archeologický výzkum Budče prováděli v 70. a počátkem 80. let 20. století Zdeněk Váňa a Miloš Šolle, v 80. letech také Andrea Bartošková, která později provedla celkovou revizi dosavadních nálezů.
Podle archeologických nálezů byl vrch obýván už v pravěku. Nejstarší doklady osídlení jsou z období mohylové kultury střední doby bronzové a knovízské kultury pozdní doby bronzové. Do knovízského období spadá také výstavba prvního kamenného opevnění. První hradba ve slovanském období byla postavena právě na zbytcích hradby pravěké někdy v 9. století našeho letopočtu, snad za knížete Bořivoje. Na přelomu 9. a 10. století byl na akropoli postaven kostel – rotunda sv. Petra. Z první poloviny 10. století pochází pohřebiště, přiléhající k tomuto kostelu. Bylo zde zjištěno 56 hrobů, u některých pohřbených objeveny předměty jako náušnice, gombíky či ostruhy. Pohřebiště u kostela mělo křesťanský charakter – nebyly zjištěny žádné milodary či protivampyrické zásahy, běžné v pohanském období. Nová, druhá hradba byla k první přistavěna někdy v průběhu 10. století. Do druhé poloviny 10. století je kladeno založení druhého budečského kostela, zasvěceného Narození Panny Marie. Hromadný hrob asi šesti desítek osob, zřejmě bojovníků, objevený poblíž hradiště v poloze Na Týnici se snad váže k nějakému blíže neznámému střetnutí z průběhu 10. století. Současná interpretace spojuje zánik knížecího dvorce, překrytí pohřebiště u rotundy druhou fází hradby a vznik hromadného hrobu s jednou zlomovou událostí na hradišti. Nejčastěji je toto spojováno s převratem po zavraždění knížete Václava a počátkem vlády Boleslava I. Někdy koncem 10. či počátkem 11. století byla druhá hradba nahrazena třetí, nejmladší a nejmohutnější hradbou o tloušťce až 11 metrů s předsunutým příkopem. Koncem 11. století už i tato třetí hradba byla neudržovaná a rozpadala se. Funkce hradiště jako pevnosti v této době zanikla.

### Kostel Narození Panny Marie

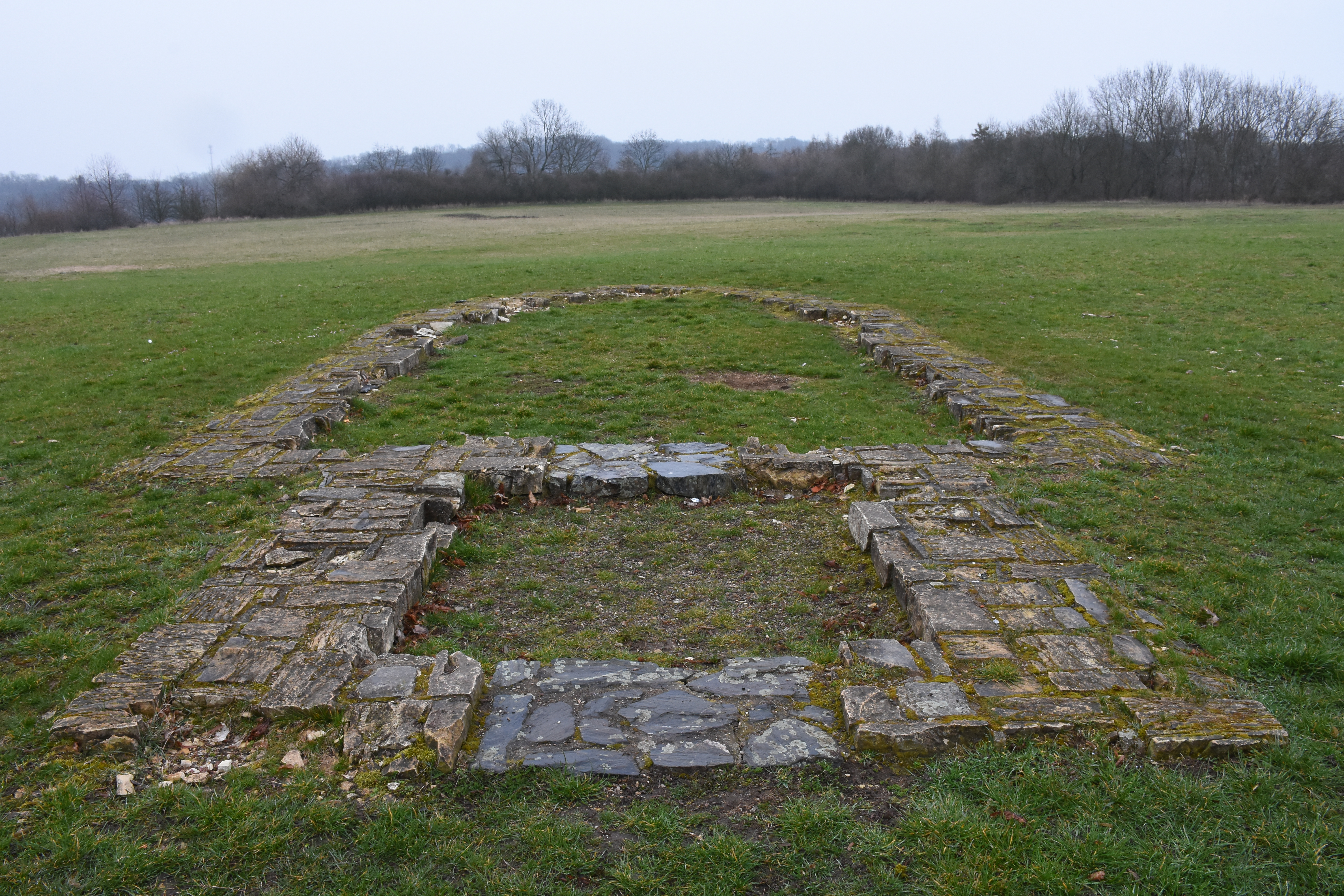
Vyznačení půdorysu kostela Panny Marie

Šlo o jednolodní stavbu rozměru přibližně 10×5 metrů s podkovovitou apsidou. Snad někdy ve 13. století byla k západnímu průčelí přistavěna věž. Podle archeologických náznaků byl kostel P. Marie zřízen někdy ve 2. polovině 10. století. Na rozdíl od sousední rotundy však písemné prameny o stavbě tohoto kostela mlčí. Poprvé ho zmiňuje až kronikář Václav Hájek v 16. století. Za josefínských reforem byl roku 1786 kostel zrušen a po čase zbořen. Kamení bylo údajně počátkem 19. století použito ke stavbě blízké hřbitovní zdi. Obrys kostela dnes v trávě připomíná maketa základového zdiva.

## Dnešní podoba
Dochované opevnění sestává ze dvou hlavních obvodů. Vnitřním je oválná akropole v nejvyšším bodě terénu, zaujímající plochu přes 3 ha. Valy akropole mají obvod přes 700 m. Na akropoli dodnes stojí rotunda sv. Petra a Pavla s přilehlým hřbitovem a jen o několik desítek metrů dál jsou v zemi vyznačeny základy někdejšího kostela Narození Panny Marie. Vnějším okrskem hradiště je zhruba trojúhelníkové předhradí o ploše přes 19 ha, obklopující akropoli ze severní strany. Opevnění předhradí dosahuje délky přibližně 1,5 km. Část odborníků předpokládá, že k těmto dochovaným valům se na severní a východně straně přimykala ještě menší předsunutá opevnění. Vzhledem k pozdějším zásahům do terénu však dnes už jejich průběh nelze s jistotou doložit.

### Rotunda sv. Petra a Pavla

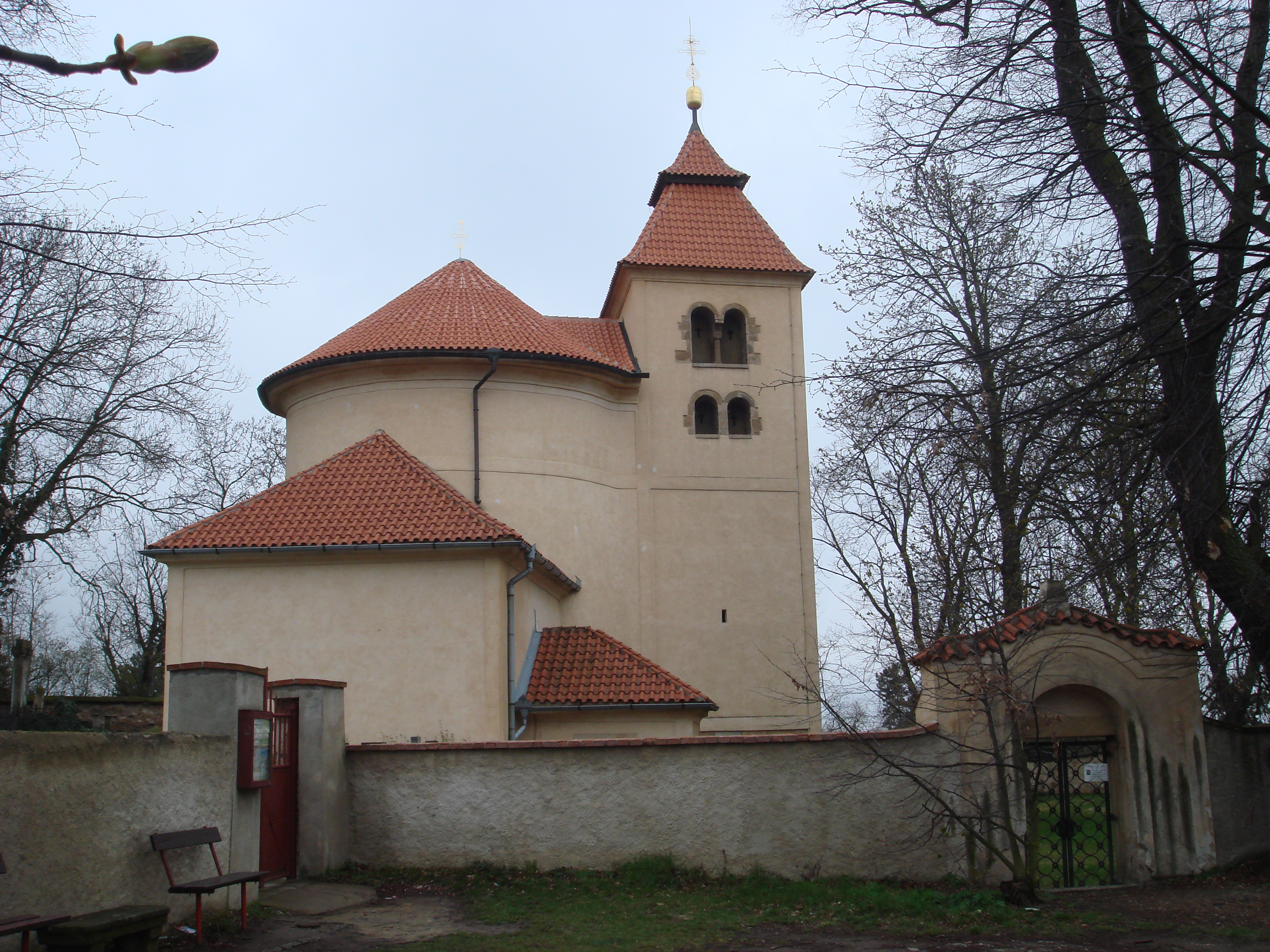
Kostel sv. Petra a Pavla, vlevo branka na hřbitov

Rotunda, původně zasvěcená pouze sv. Petru, byla postavena z příkazu knížete Spytihněva I. někdy po roce 895. Zdivo mírně nepravidelné kruhové stavby o průměru přes 8 m je z velké části původní. Jde o nejstarší dodnes funkční stavbu na českém území. Hranolová věž na severní straně přibyla někdy ve 2. polovině 12. století. Uvnitř se dochovala kamenná renesanční kazatelna s datem 1585. Přístavba sakristie pochází z roku 1663.
Vnitřek kostela byl 2. srpna 1876 poškozen požárem a většina výzdoby včetně hlavního oltáře je tak novodobá. Nový hlavní oltář vytvořil v letech 1926 až 1927 podle návrhu Štěpána Zálešáka řezbář František Vavřich. V jeho středu byl umístěn krucifix neznámého původu z konce 16. století.
V 90. letech byl liturgický prostor nově upraven. Dosavadní hlavní oltář byl převezen do kostela v Žilině, nový opukový oltář vytvořil v roce 1994 sochař Petr Váňa.
Stylizovaná podoba budečského kostela ve stříbrném provedení na červeném poli je vyobrazena na znaku a praporu obce Zákolany.

### Hřbitov

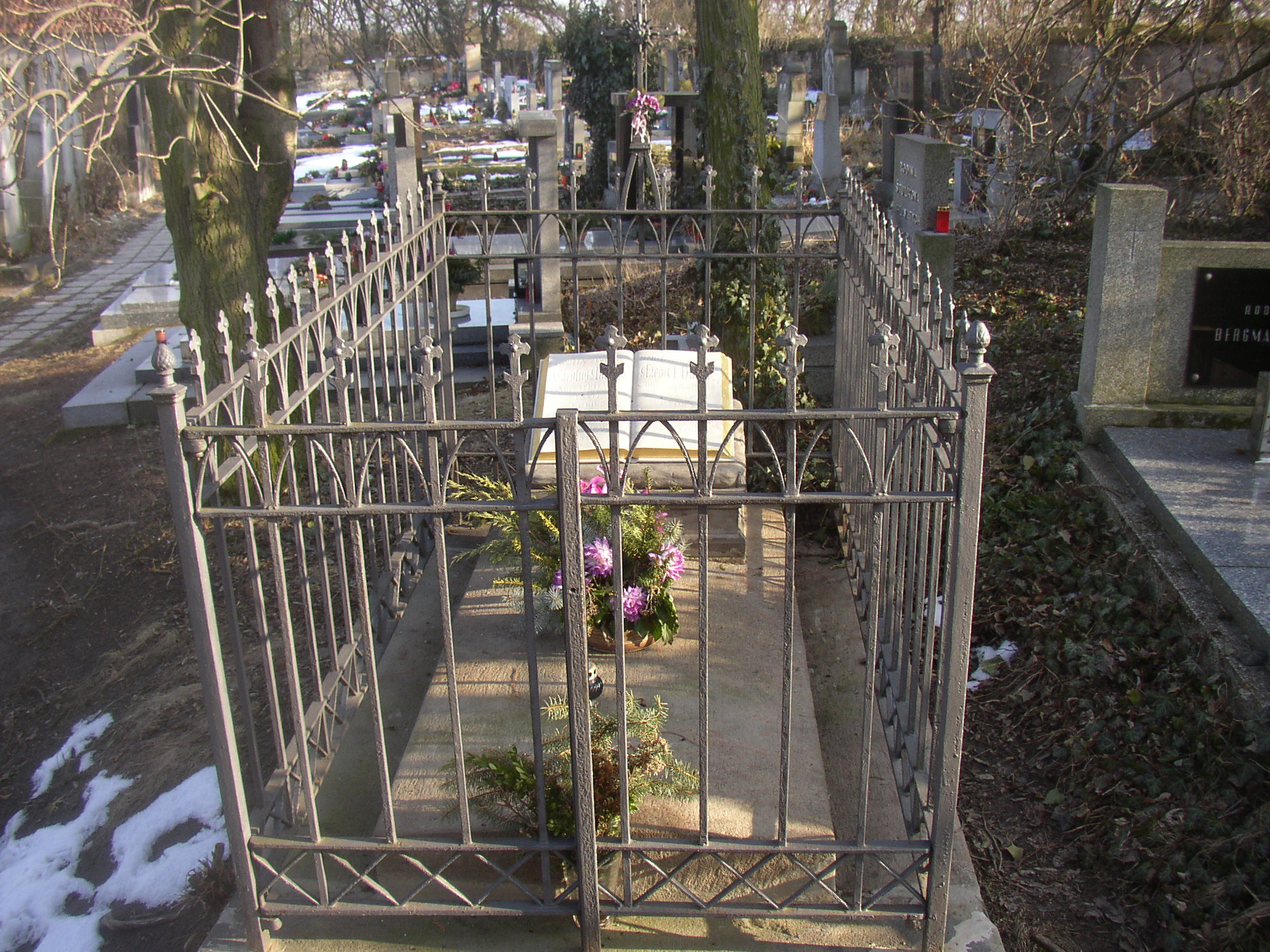
Hrob Karla Slavoje Amerlinga a jeho ženy Svatavy na Budči.

Po staletí se na Budči pohřbívalo u kostela Narození Panny Marie. Po zboření kostela byl nový hřbitov zřízen roku 1836 v těsném sousedství rotundy sv. Petra a Pavla. Nějaký čas se o Budči uvažovalo jako o možném místě ke zřízení národního pohřebiště zasloužilých osobností, tato myšlenka však byla nakonec realizována na Vyšehradském hřbitově v Praze. Na budečském hřbitově jsou hroby pedagoga Karla Slavoje Amerlinga, sochaře Františka Hnátka, historiků Otto Urbana a Václava Davídka, rodiny Františka Prokůpka, která zahynula při železničním neštěstí v roce 1947 i některých obětí železničního neštěstí, ke kterému došlo v Zákolanech 25. ledna 1964.

## Současnost
V průběhu 20. století se Budeč stala oblíbeným katolickým poutním místem. Hlavní pouti se konají dvakrát do roka – koncem června na svátek patronů sv. Petra a Pavla a koncem září takzvaná Národní svatováclavská pouť. Turistům je interiér rotundy přístupný v létě o víkendech, kdy tu kladenské muzeum zajišťuje průvodcovskou službu. Několikrát v průběhu roku se v rotundě konají bohoslužby, které zajišťuje roztocká farnost. Přes Budeč vede červeně značená turistická trasa údolím Zákolanského potoka z Kralup nad Vltavou na hrad Okoř; nejbližším východiskem od hromadné dopravy je železniční stanice Zákolany, vzdálená asi kilometr.